# Madridejos
Madridejos es un municipio y localidad española de la provincia de Toledo, en la comunidad autónoma de Castilla-La Mancha. El término municipal tiene una población de 10 102 habitantes (INE 2024).

## Toponimia
El término Madridejos viene dado por distintas versiones según se acepte la raíz romana o árabe. Del árabe, se derivaría de maŷrit, al igual que Madrid, que significa 'fuentes', 'arroyos'. En la versión romana es posible que se derive de los colectivos latinos *MATRICETV o *MATRETV en los que se observaría el elemento MATRIZE, 'matriz' o MATRE, 'madre' con el significado de 'cauce de un río'. Según esto Madridejos vendría a significar 'lugar abundante de cauces de río'. Morala elige la raíz MATRICE para explicar los numerosos topónimos Madriz que existen en la zona de León. Del mismo modo, Oliver Asín toma la misma raíz en una forma diminutiva plural para la etimología de Madridejos, si bien influenciada por la supuesta antigua variante Madricejos de Madrid.
En una moneda del siglo III encontrada en el término municipal aparece la palabra MATRE seguida de otras letras ilegibles, en el dorso aparece una figura con tocado femenino que corresponde a una matrona, posiblemente dueña de una importante villa y con poder de acuñación monetaria, ya que son muchas las villas y ciudades que tenían este privilegio de acuñar monedas. Parece ser que la raíz latina se ajusta más al estudio toponímico y que más tarde ésta se arabizó con el diminutivo MAGERIT.

## Geografía
El municipio se encuentra situado «en la carretera general de Andalucía que cruza las llanuras de la Mancha» en el centro de la comunidad autónoma de Castilla-La Mancha y al sureste de la provincia de Toledo, de cuya capital dista 70 km por la autovía de los Viñedos; y 117 km de Madrid por la autovía del Sur. 
Limita al norte con los términos municipales de Turleque y Tembleque; al este con los de Villacañas, Villafranca de los Caballeros y Camuñas; al sur, con Villarrubia de los Ojos, y al oeste, con Consuegra; formando parte de la comarca natural de La Mancha.
| Noroeste: Turleque  | Norte: Tembleque             | Noreste: Villacañas                 |
| Oeste: Consuegra    |                              | Este: Villafranca de los Caballeros |
| Suroeste: Consuegra | Sur: Villarrubia de los Ojos | Sureste: Camuñas                    |

El término municipal es de perímetro irregular, siendo su extensión de 26 213 hectáreas. Esta población presenta un relieve llano tan solo alterado por las estribaciones de los Montes de Toledo —Sierra de Valdehierro— y los cerros y montes aislados como los de Carbonera (714 m), Larga (764 m), Juego de los Bolos (717 m), Cabalgador (933 m), Moral (699 m) o Basto (1134 m), entre otros. La línea por la unión de los vértices geodésicos llamados Juego de los Bolos y Carbonera de una longitud de 14 662 m, fue la primera para la medición de la altitud de España y norte de África, creada en 1853. Cruza la población el río Amarguillo de oeste a este, habiendo a sus lados fértiles vegas. El suelo de Madridejos es de naturaleza arcillosa y arenosa.

### Clima
En general predominan veranos largos y rigurosos. Las temperaturas mínimas se suelen dar en enero, siguiendo las de diciembre, febrero y noviembre; las máximas absolutas en la segunda quincena de julio y durante el mes de agosto. Se caracteriza por la sequedad de la atmósfera durante dos tercios del año, registrándose la mayor humedad relativa entre los meses de noviembre a febrero, siendo mínima como en la mayor parte de La Mancha. El mes de más lluvias suele ser abril, con la lógica reserva.
De acuerdo a los datos de la tabla a continuación y a los criterios de la clasificación climática de Köppen modificada Madridejos tiene un clima semiárido de tipo BSk (estepa fría).
| Parámetros climáticos promedio de Madridejos en el periodo 1961-1996 | Parámetros climáticos promedio de Madridejos en el periodo 1961-1996 | Parámetros climáticos promedio de Madridejos en el periodo 1961-1996 | Parámetros climáticos promedio de Madridejos en el periodo 1961-1996 | Parámetros climáticos promedio de Madridejos en el periodo 1961-1996 | Parámetros climáticos promedio de Madridejos en el periodo 1961-1996 | Parámetros climáticos promedio de Madridejos en el periodo 1961-1996 | Parámetros climáticos promedio de Madridejos en el periodo 1961-1996 | Parámetros climáticos promedio de Madridejos en el periodo 1961-1996 | Parámetros climáticos promedio de Madridejos en el periodo 1961-1996 | Parámetros climáticos promedio de Madridejos en el periodo 1961-1996 | Parámetros climáticos promedio de Madridejos en el periodo 1961-1996 | Parámetros climáticos promedio de Madridejos en el periodo 1961-1996 | Parámetros climáticos promedio de Madridejos en el periodo 1961-1996 |
| Mes | Ene.                                                                 | Feb.                                                                 | Mar.                                                                 | Abr.                                                                 | May.                                                                 | Jun.                                                                 | Jul.                                                                 | Ago.                                                                 | Sep.                                                                 | Oct.                                                                 | Nov.                                                                 | Dic.                                                                 | Anual                                                                |
| --- | -------------------------------------------------------------------- | -------------------------------------------------------------------- | -------------------------------------------------------------------- | -------------------------------------------------------------------- | -------------------------------------------------------------------- | -------------------------------------------------------------------- | -------------------------------------------------------------------- | -------------------------------------------------------------------- | -------------------------------------------------------------------- | -------------------------------------------------------------------- | -------------------------------------------------------------------- | -------------------------------------------------------------------- | -------------------------------------------------------------------- |
| Temp. media (°C) | 5.3                                                                  | 6.8                                                                  | 9.6                                                                  | 12.1                                                                 | 16.3                                                                 | 22.2                                                                 | 26.3                                                                 | 25.8                                                                 | 21.5                                                                 | 15.1                                                                 | 9.2                                                                  | 5.8                                                                  | 14.7                                                                 |
| Precipitación total (mm) | 26.2                                                                 | 31.4                                                                 | 28.2                                                                 | 40.0                                                                 | 34.6                                                                 | 30.2                                                                 | 9.9                                                                  | 11.4                                                                 | 21.3                                                                 | 33.1                                                                 | 39.1                                                                 | 40.0                                                                 | 345.4                                                                |
| Fuente: Ministerio de Agricultura, Alimentación y Medio Ambiente. Datos de precipitación para el periodo 1961-1996 y de temperatura para el periodo 1966-1996 en Madridejos |                                                                      |                                                                      |                                                                      |                                                                      |                                                                      |                                                                      |                                                                      |                                                                      |                                                                      |                                                                      |                                                                      |                                                                      |                                                                      |

### Recursos naturales
Las sierras de Valdehierro se encuentran a unos 15 km de la ciudad de Madridejos y se llega a ella por la carretera de las Sierras. Los madridejenses y los habitantes de la comarca se reúnen allí el 1 de mayo cuando son las Fiestas de Valdehierro, declaradas de interés cultural y de ocio. 
Estas sierras tienen una gran diversidad ecológica, en ella hay romero, lavanda, jazmín, pino, etc. A unos minutos de La explanada de las sierras se encuentran los arroyos, pequeñas cascadas y también manantiales como el de la Fuente del Umbrión.
En las sierras de Valdehierro se encuentra un aula de la naturaleza donde se hacen actividades lúdicas y donde hay un albergue para los visitantes. También se encuentra allí la ermita de Valdehierro en la zona de La Explanada.

## Demografía
Cuenta con una población de 10 102 habitantes (INE 2024).
| Gráfica de evolución demográfica de Madridejos entre 1842 y 2021                                                      |
| |
| Población de derecho según los censos de población del INE. Población de hecho según los censos de población del INE. |

Evolución de la población
En 1900 Madridejos llegó a tener 7158 habitantes, y en los 30 años siguientes creció un 17 %, sobre todo en el decenio 1920-1930, con 900 habitantes más. En el periodo 1930-1940 disminuyó un 4 % debido al descenso de la natalidad, motivada por la crisis económica imperante en aquellos años, aspectos sanitarios, mortalidad infantil, y principalmente la Guerra Civil. Entre 1940-1950 la población tuvo su mayor aumento, con más de 1400 habitantes, un 14 %, mientras que a nivel provincial crecía un 8 %. Desde 1950 hasta 1975 se sucedieron años de pérdida de población y otros de aumento. Observando el conjunto de estos 25 años, Madridejos creció 76 habitantes. La emigración a las capitales más pobladas del Estado, sobre todo Madrid y su área de influencia, e incluso del extranjero, fue la causa que motivó esta pérdida de vecinos. A partir de 1975, aún existiendo emigración, la población aumentó en unos 200 habitantes cada cinco años. En 1986 era una población de 10 189. El índice de natalidad de 15 nacidos por cada 1000 habitantes y año; con un índice de mortalidad de 9 fallecidos por cada 1000 habitantes y año; por tanto el crecimiento vegetativo es de 6 habitantes por cada mil habitantes y año, muy por debajo del crecimiento óptimo estimado en la población española que se sitúa en 18 hab/1000.

## Administración y política
| Periodo   | Nombre                         | Partido       |
| --------- | ------------------------------ | ------------- |
| 1979-1983 | Samuel Santa-Olalla Moreno-Cid | Independiente |
| 1983-1987 | Eugenio Rodríguez Romero       | CP            |
| 1987-1991 | Mariano Privado Gutiérrez      | PSOE          |
| 1991-1995 | Mariano Privado Gutiérrez      | PSOE          |
| 1995-1999 | Miguel Organero Serrano        | PP            |
| 1999-2003 | Miguel Organero Serrano        | PP            |
| 2003-2007 | Emiliano Sánchez Galán         | PSOE          |
| 2007-2011 | Ángel Tendero Díaz             | PP            |
| 2011-2015 | José Antonio Contreras Nieves  | PSOE          |
| 2015-2019 | José Antonio Contreras Nieves  | PSOE          |
| 2019-2023 | José Antonio Contreras Nieves  | PSOE          |
| 2023-act. | Francisco López Arenas         | PP            |

## Patrimonio

### Molino de viento

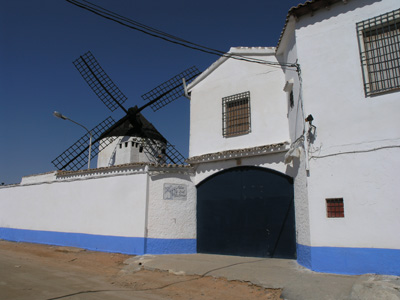
Molino del Tío Genaro

Actualmente sólo queda uno totalmente en pie, el conocido como molino del Tío Genaro, uno de los más antiguos existentes en La Mancha.
Catalogado con un origen que ronda los cuatrocientos años y considerado de interés turístico. Su propietario, José-Luis Doctor García, lo heredó de sus antepasados, que lo utilizaron para la molienda hasta la mitad del siglo XX, aún conserva la maquinaria completa.
Se encuentra ya dentro del casco urbano de la población, y su entorno ha sido acondicionado para lugar de ocio, habiéndose construido a su lado una Galería Porticada que conserva todas las características propias de un Patio Manchego. En ella se muestran distintos objetos y etnológicos típicos de los modos de vida de la gente de estas tierras.

### Iglesia de El Divino Salvador
Por el aumento de población, en 1531 se empezó a construir la parroquia de El Salvador. Fue agregada a la Basílica de San Juan de Letrán de Roma para indulgencias y jubileos, según constaba en el azulejo, hoy desaparecido, que cubría el tímpano de la puerta del mediodía. Esta parroquia se construye a expensas de la Orden de San Juan, siendo Gran Maestre Lisleadán. Su traza se debe a Alonso de Covarrubias, aunque ha tenido diversas reconstrucciones y restauraciones posteriores. En ella se puede apreciar los estilos gótico decadente y Renacimiento.
Tiene unas dimensiones de 53 m de longitud y 22 m de anchura, distribuidos en tres naves, sosteniéndose sus bóvedas por ocho pilares de granito con capiteles jónicos. La cabecera las sierras tres ábsides siendo el del centro de más anchura y profundidad que los otros y cubriéndose éste por casetones. En tiempos pasados tuvo el coro entre los cuatro pilares de los pies. Posee una torre de ladrillo con fajas de granito y se cubre con un capitel de pizarra, restaurado en 1997. En el año 1915, por haber destruido una tormenta parte de la cruz y la veleta, se rebajó el capitel en tres metros de altura. La pila del Bautismo es de granito y se adorna con tres cruces de la Orden de Malta o de San Juan. Actualmente se encuentra en buen estado de conservación gracias a la contribución, unas veces de la Iglesia y otras de la vecindad, sus vidrieras es un ejemplo de ello.

### Convento de Santa Clara

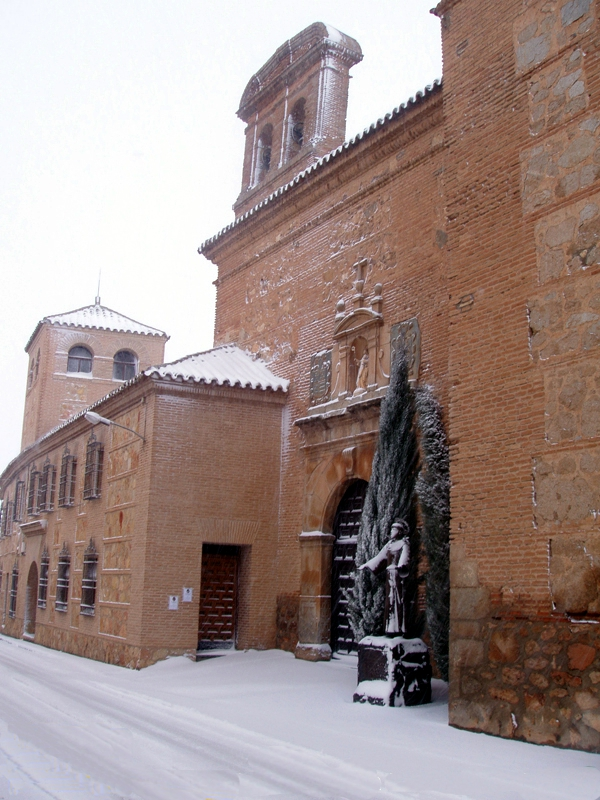
Convento de Santa Clara

Construido en mampostería y ladrillo y revocado exteriormente con cemento. Planta en cruz latina con cierre en media naranja con linterna, coro elevado tapado con celosía en su parte interior. Espadaña de dos ojos y portada con arco de medio punto de piedra adovelada con clave exornada.
Fue fundado el 15 de noviembre de 1656 por el capitán Francisco Díaz Gallego y María Asunción Vázquez de Neyra, los cuales están sepultados en la bóveda bajo el altar mayor, y cuyos escudos se encuentran encima de la puerta. La planta de la iglesia es de cruz latina y se cierra con media naranja con linterna. Durante la guerra civil las monjas se dispersaron y el convento fue alojamiento de 400 evacuados. Durante este tiempo la iglesia fue saqueada, al término de la guerra la custodia se pudo recuperar en Cuenca. 
Cuando una vez terminada la guerra las monjas volvieron a reunirse, se inició la reconstrucción. En el año 1940 se estableció un colegio de primera enseñanza y una escuela de labores. En 1984 el cardenal don Marcelo González, viendo el estado de abandono que tenía el convento, autorizó a las religiosas a salir de su clausura para recoger dinero e iniciar una remodelación. Dicha remodelación terminó en 1993 y fue dirigida por el arquitecto dominico don Francisco Coello.

### Ermita Cristo del Prado

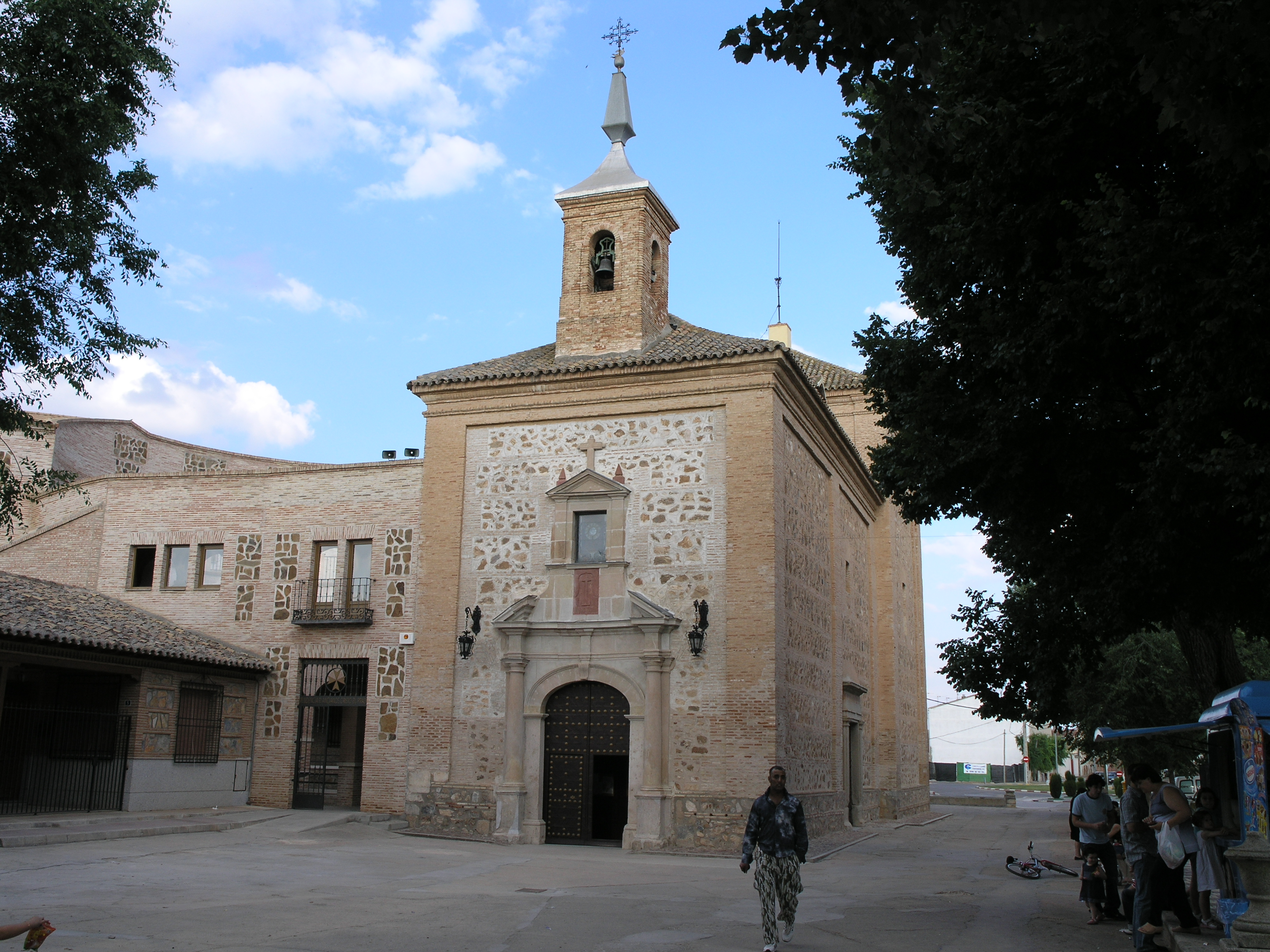
Ermita Cristo del Prado

Tiene un interesante estilo churrigueresco. Una construcción grande y bien adornada, próxima a las alamedas. Se edificó a expensas de los pastores pues lo tomas por abogado después de un prodigio que hizo a uno de ellos llamado Joaquín Guerra. La primera ermita estuvo en el Prado Viejo, junto al carril de las pasaderas de Herencia, siendo una mísera construcción. Más tarde con motivo de los antes mencionado con los pastores se hace una ermita nueva más cerca de la población. Destaca en su interior la reja monumental del siglo XVIII así como la baranda del coro. Posee dos puertas, siendo la orientada hacia el paseo la principal, actualmente rehabilitada, y en sus terrenos anexos se ha construido la residencia de ancianos.

### Iglesia y convento de San Francisco

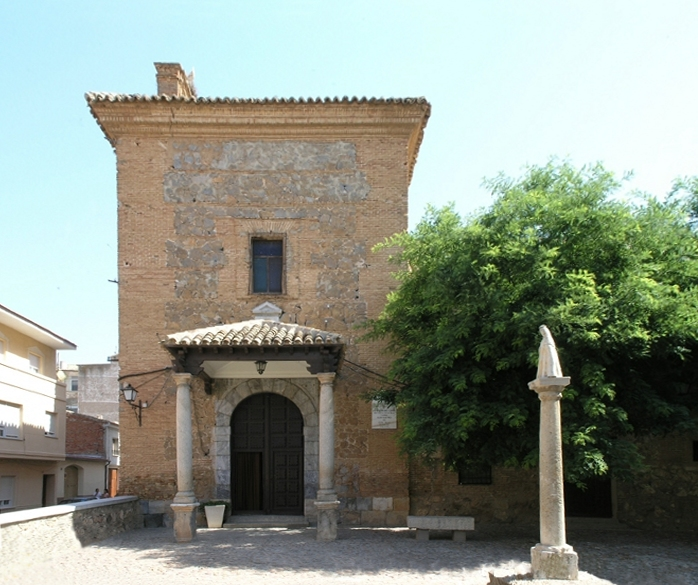
San Francisco

Se fundó a expensas del vecindario en 1612. Contribuyó poderosamente a su construcción María Cervantes Gallego y Juan de Mayorga. Se terminó en 1619. En el siglo XVIII contaba con cinco oficinas, veintiséis celdas, librería y huerto. La congregación que lo habitaba pertenecían a los Franciscanos Reformados. En un principio se dedicó a San Pedro de Alcántara y la iglesia a la Inmaculada. Su traza es idéntica al convento de iglesia de los Gilitos, hoy sede de las Cortes Regionales. En el siglo pasado con motivo de la desamortización, enajenan el huerto y el convento se convirtió en cárcel. La iglesia serviría a veces de almacén.
Tras un proceso de restauración en 1972, el convento sirvió de Casa de Cultura, actualmente es una casa de actos, y la iglesia acoge la imagen de la Patrona de Madridejos, Nuestra Señora de Valdehierro. El actual salón de actos fue construido para capilla de la Orden Tercera a costa de doña Úrsula de Mayorga, cuyo escudo campea encima de la puerta. Dicha señora junto con su padre están sepultados en el altar mayor de la iglesia.
En septiembre de 2008 se inauguró en este mismo edificio el museo permanente del Azafrán, puesto que este pueblo ha sido un gran productor de esta flor; gracias a los esfuerzos del Ayuntamiento y la Asociación Cultural El Carpío.

### Rollo de justicia
Se encuentra en la plaza del pueblo en un pequeño recinto ajardinado. Ha perdido los escalones de la base, pero el fuste redondeado resulta muy llamativo por las acanaladuras neoclásicas que lo adornan, conserva los cuatro salientes de metal en el centro del fuste y se encuentra coronado por un capitel ornamentado de cuatro pequeñas columnas que sostienen un pequeño tejado.

### Casa Grande o de las Cadenas

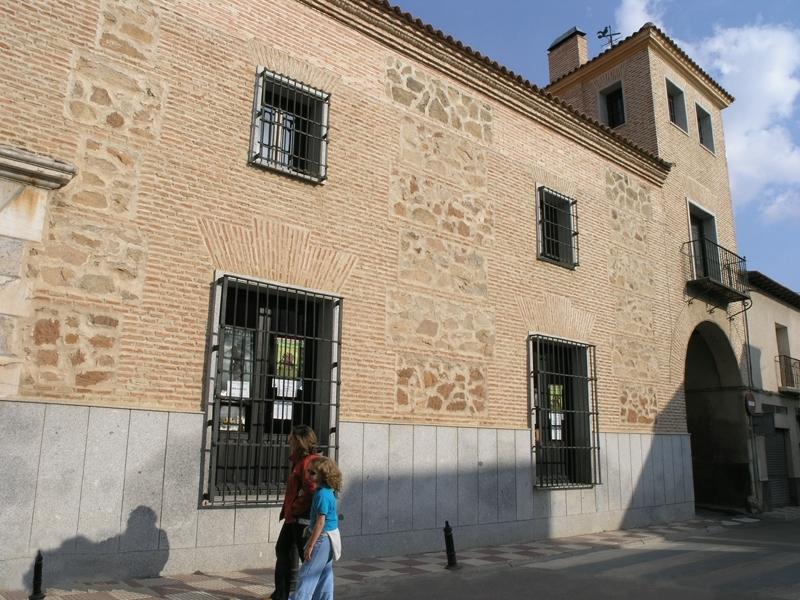
Casa Grande

Es uno de los palacios que existieron en Madridejos, data del siglo XVIII. En él vivieron los condes de la Cañada y allí se hospedó el rey Carlos IV y su augusta consorte María-Luisa el día 21 de marzo de 1796 a su paso hacia Andalucía. La única particularidad que posee es la fachada, junto con el patio que en vez de descubierto se cierra con media naranja con tribunas en la paredes laterales. El torreón se levanta encima de una vía pública. Tras el zaguán había una cámara espaciosa, de techo abovedado, con fuertes nervaduras góticas, que en las pechinas ostenta unos balconcillos o tribunas de barandal de madera, en una especie de alacena se conservan restos del altar de 1929. En el piso alto, otras cámaras que fueron salón o estrado y alcoba. Su origen es el vínculo de un clérigo de San Salvador, llamado Alfonso García Zapero. 
Actualmente, y después de una serie de modificaciones, se ha convertido en la Casa de la Cultura, en cuanto a su edificación principal, el resto de su solar lo constituye otro edificio con la biblioteca y la Escuela de Música.

### Silos - viviendas subterráneas

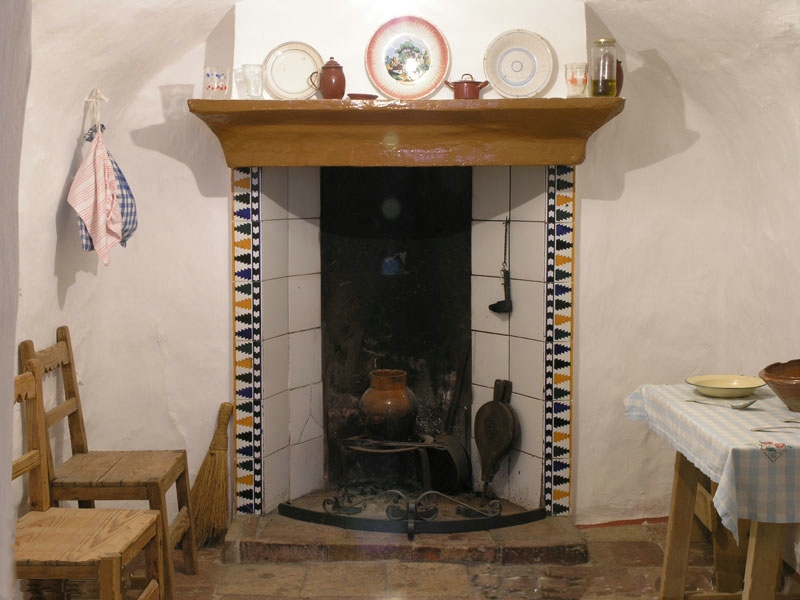
Silo colorao

Los silos en Madridejos son el resultado del mínimo poder adquisitivo de las familias que los ocupan, pero también es una adecuada adaptación a un clima de bruscas temperaturas que, pese a sus inconvenientes, gozan de una temperatura ambiental fresca en verano y cálida en invierno. A través de una rampa descendente o cañada empedrada se accede al portalejo y al corredor, a cuyos lados se disponen las habitaciones, espacio necesario para los dormitorios, cocina, comedor majo, cuadras, pajar, gallinero; logrando una casa sin tejado, sin vigas, sin columnas, sin tabiques. Están totalmente enjalbegadas, el piso es de baldosa de barro cocido. disponen de pozo y desaguadero convenientemente dispuesto para impedir la entrada de agua a las habitaciones. El silo era la casa de las familias más humildes y trabajadoras del pueblo.
Las paredes, techos y suelos aparecen recubiertos de cal lo que hace que el sol penetre con mucha fuerza en el interior del silo para iluminar toda la casa con deslumbrante blancura. En las habitaciones interiores se abren ventanas verticales denominadas "lumbreras" que, además, sirven de ventilación a la casa. Al estar bajo tierra, la temperatura del interior es muy constante y allí se guarda el calor en el invierno y permanece un reconfortante frescor durante el verano.

### Plaza de toros de tapial
Esta plaza de toros data de finales del siglo XIX y está considerada de interés cultural. Se trata de una construcción realizada íntegramente en tapial. Actualmente está en remodelación y se abrirá en ella un museo taurino, cuando finalice su restauración.

### Museo del Azafrán y Etnográfico

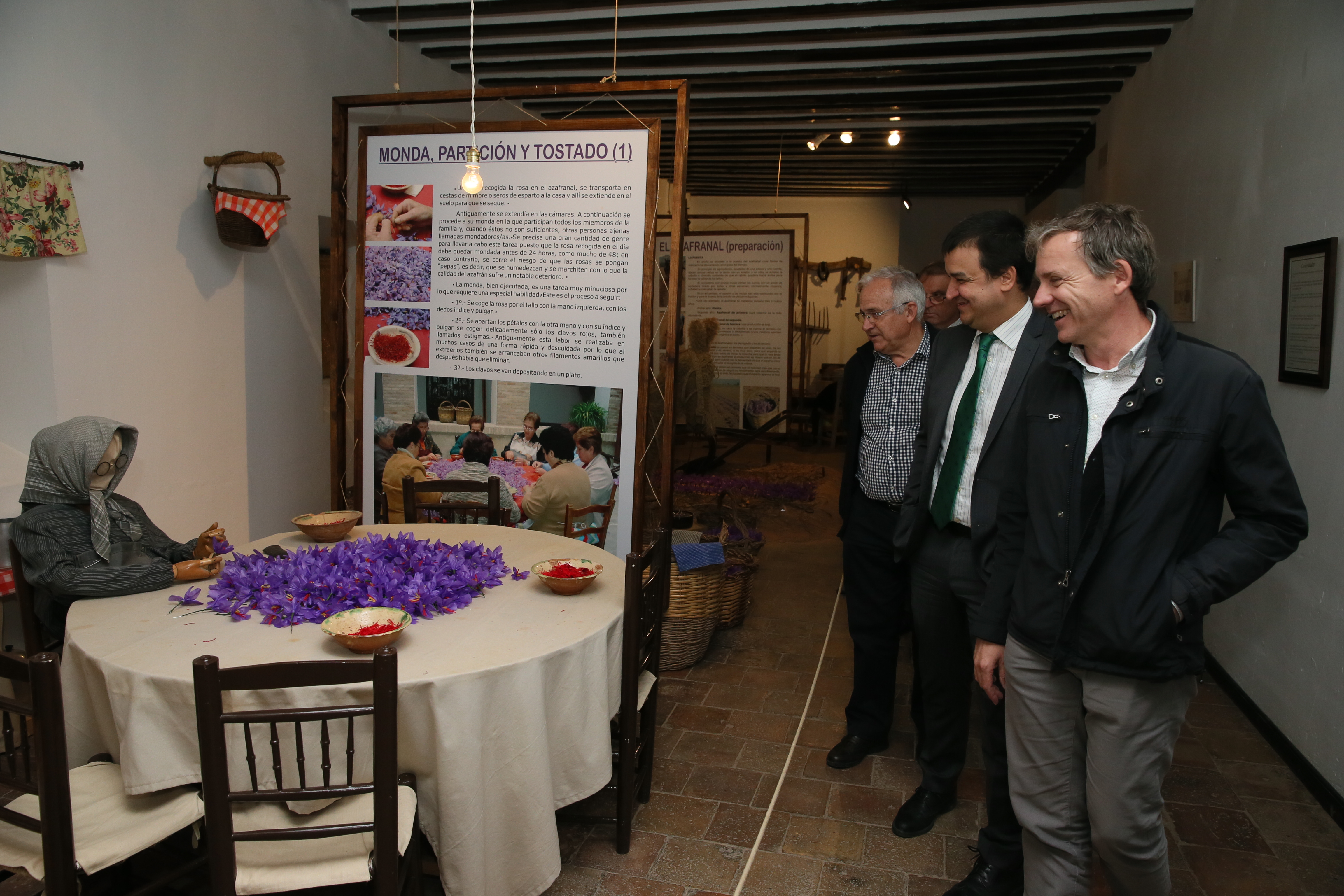
Museo del Azafrán

El museo del azafrán se encuentra ubicado en el antiguo convento de San Francisco, fundado en 1612. El museo hace un recorrido por todo el proceso de cultivo, desde la preparación de la tierra, monda de la cebolla, plantación, recogida y monda de la rosa, así como el tueste, corte, partición y venta del azafrán. También tiene salas dedicadas a los usos gastronómicos y medicinales.

## Cultura

### Fiestas

#### 20 de enero: San Sebastián, patrón de Madridejos

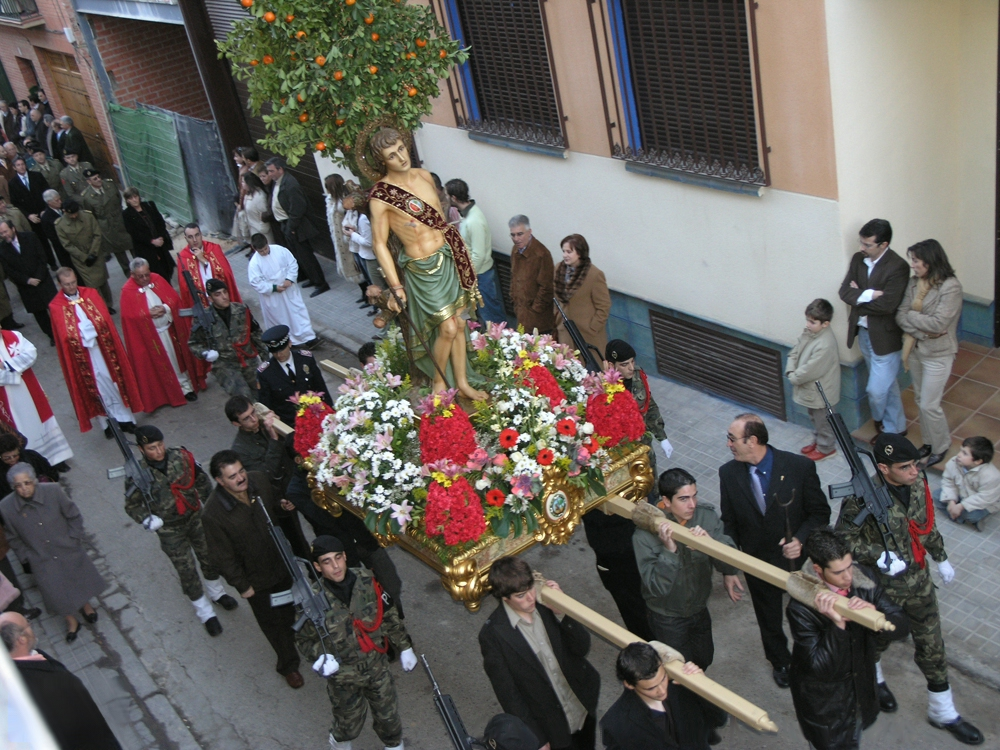
Paso de San Sebastián

Santo que en toda la cristiandad es venerado como abogado de las pestes. Su devoción se pierde en la profundidad de la Edad Media, ya que las pestes eran muy temidas. El símbolo de la peste se representa mediante flechas caídas del cielo. San Sebastián era un militar de la época romana que resistió a la muerte cuando se le torturó mediante “asaeteamiento”, es decir, le ataron a un árbol (un naranjo) y le lanzaron flechas.
También en la víspera se realiza el tradicional toro de fuego. Anteriormente consistía en dos hombres cubiertos con una lona negra, el primero de ellos con unos cuernos lanzando petardos y cohetes a lo largo de toda la plaza. Actualmente goza de un sistema más seguro para el portador de la carcasa, a pesar de que los nuevos sistemas pirotécnicos permiten que la coraza contenga más material explosivo.
Esa misma noche, en la plaza, se coloca la tradicional cucaña, donde en el extremo superior del palo enjabonado se colocan naranjas en conmemoración del naranjo donde fue asaeteado el santo.
Ya el día 20 se realiza la procesión desde la parroquia hasta su ermita. Lo solían portar los “quintos” que realizaban el servicio militar en ese año.

#### Carnavales. Desde 1930

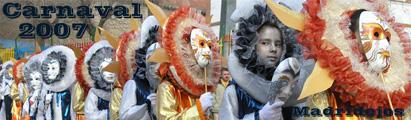
Carnaval en Madridejos

#### Semana Santa: cofradías y pasos
En total más de 2500 cofrades recorren en procesión las calles de la localidad, el Domingo de Ramos, Jueves Santo, Viernes Santo y la del Resucitado el Sábado Santo y procesión de Jesús Resucitado el domingo y a continuación certamen de bandas de las cinco cofradías en honor de Cristo Resucitado. La procesión del Vía Crucis se realiza a las siete de la mañana del Viernes Santo. En la procesión del Silencio, al acabar la procesión del Viernes Santo, se traslada la Virgen de la Soledad desde la parroquia del Divino Salvador hasta la ermita de la Caridad.
Todas las cofradías llevan su correspondiente banda de tambores y cornetas, de buena calidad ya que éstas participan en certámenes por toda España. Cada una de las vestimentas está muy bien conservada en cuanto a uniformidad.
Hay cinco cofradías: Santo Sepulcro y prendimiento de Jesús, Ntra. Sra. de la Soledad y virgen de la Dolores, Jesús Nazareno y Ntra. Sra. de la Piedad , Santísimo Cristo del Prado y San Juan de Jerusalén.

#### 1 de mayo: romería en honor a la Virgen de Valdehierro
Siempre el 1 de mayo se ha ido en romería a algún sitio. Documentado está que en los siglos XII y XIII, se iba andando y descalzos al santuario de Santa María del Monte (en término de Urda), el camino que discurría hasta allí, sigue denominándose “carril del Descalzadero”. Después y, hasta el siglo XIX se hacía una romería en la pérdida ermita de Santa Ana, en el camino que hay para Camuñas.
La romería del primero de mayo de Madridejos comenzó siendo una celebración campestre, quizá en recuerdo de las visitas a distintas ermitas de otros siglos. 
En los años 40 se comenzaron a decir unas misas de campaña en este día de ocio y celebración del trabajo, misas que se decían en la explanada de Valdehierro.
En los 50 se edificó una pequeña ermita de barro y adobe, piedras y paja. Se tomó una imagen de La Virgen de la ermita del Cristo y se la consagró con el nombre de Virgen de Valdehierro, siendo así la imagen la que tomó el nombre del lugar y no al contrario, que suele ser lo habitual.
Así, el primero de mayo se dice una misa al aire libre en la explanada, a la que acuden los madrijenses y cada vez más gente de los alrededores. Se realiza una ofrenda de los frutos de la tierra y un Santo Rosario y Salve.
Después de la misa se rifan los objetos donados a La Virgen. El domingo anterior al primero de mayo se lleva a La Virgen en andas, más de 18 kilómetros, hasta la ermita. 
En los alrededores hay acampada, con música y feria. En 1990 se declaró a La Virgen de Valdehierro patrona y alcaldesa perpetua de Madridejos.

#### 13-17 de septiembre: ferias de Madridejos

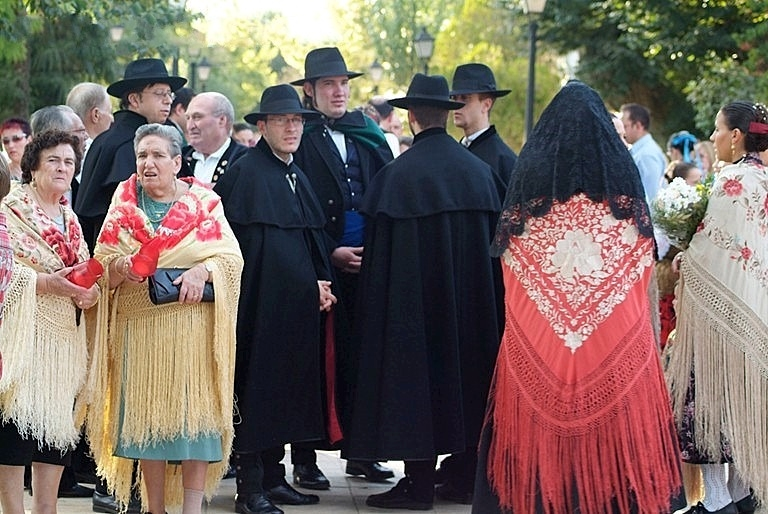
Trajes típicos

Tradicionalmente la feria se realiza desde que se consiguió el privilegio de villazgo en el siglo XVI, pero la devoción al cristo del Prado es anterior.
Principalmente era una feria de ganado en los soportales de la antigua plaza. Era una feria de comerciantes para vender, comprar o cambiar. Tuvo muchísima importancia y venían gentes de toda la provincia y de provincias aledañas.
Comenzaba la actividad muy temprano. Un “corredor” o “alcabalero” distribuía las mesas (propiedad del Ayuntamiento), en las que luego se exponían las diversas mercancías o, marcaban el terreno para las bestias. Alrededor del mediodía y finalizada la venta, recogían los “placeros” sus puestos y sus animales. El pregonero se encargaba de retirar las mesas, barrer la plaza y regarla al caer la tarde. Los alcabaleros, mediada la mañana, cobraban el “rabiche” a tanto la mesa o el espacio ocupado.
En la práctica totalidad del tiempo se ha realizado su fiesta el 13 de septiembre (fiesta de la exaltación de la santa Cruz) , pero en algunos años se ha realizado el 16, o el 24. Esta fecha estuvo desde los años 20 hasta 1964 porque las eras “estaban de verano” y no querían que la feria se quedase en medio de la época de trilla.
Antiguamente en la víspera se hacía una especie de mascarada – corrida de toros donde dieciséis personajes del pueblo subidos en engalanados caballos representaban en la antigua plaza una reñida lid o combates con ordenadas escaramuza y torneos entre moros y cristianos. Se cuenta que tuvo su origen en los Hidalgos antiguos de Madridejos y que ganaron su nobleza por las armas y, acompañando a los reyes en las guerras, no solo con su persona sino con soldados y caballos. También procedía que cuando los capitanes y soldados se retiraban en tiempos de paz, se ejercitaban en la milicia para estar habilitados en las lides y escaramuzas para perseguir a los moros.
Parece que tomaban en las batallas por patrono al santísimo Cristo del Prado, por eso se realizaba ese día.
El Cristo del Prado no es patrón del pueblo, pero si es el santo que más devoción tiene. Su origen es diverso, es uno de los cristos marineros que llenan La Mancha, como el Cristo de Urda o el Cristo de la Viga en Villacañas. Cuentan que un marinero naufragó y, en mitad del mar, cuando ya estaba a punto de sucumbir, se le apareció un cristo que le salvó. Prometió buscar a ese cristo y, cuando lo encontrara edificaría una ermita en su nombre.
La primera ermita estaba colocada en el carril de las pasaderas de Herencia, junto al Prado que está a la salida del pueblo para Camuñas. Cuentan que allí hubo un milagro sucedido a un pastor llamado Joaquín Guerra, que tenía la constante devoción de cebar la lámpara con parte del aceite que le daban sus amos para su manutención y un día que no tenía aceite, se acercó llorando y el cristo se desprendió de la cruz y le abrazó.
Entonces la devoción siguió creciendo por lo que hubo necesidad de construir una ermita más grande, buscaron un sitio más cercano al pueblo, y también cuenta la leyenda que vieron un árbol que estaba manando agua y allí colocaron la ermita. En la parte posterior hicieron un humilladero para que los pastores pudieran rezar el ángelus. Los pastores contribuyeron construyendo la puerta del mediodía.
Otro milagro atribuido fue en 1783 que, hallándose todo el término de la villa, inundado con una plaga de langosta que amenazaba la destrucción de los campos, siendo inútiles todo intento humano, se acudió con preces y rogativas y, apenas dio principio a la suplica cuando de la noche a la mañana desapareció la plaga sin tener noticia de su paradero.
Otra costumbre que se ha perdido ha sido que los pastores bailaban a la puerta de su ermita un baile, a imitación de una jota.
Hoy en día, las fiestas comienzan prácticamente a principios de mes de septiembre con la tradicional petición. Sale galeras con las autoridades y miembros de la Mayordomía del Cristo, casa por casa y la gente bien da donativo en metálico o en especie: animales, quesos, jamones, el que tiene una ferretería da algo de la tienda, el que tiene una fontanería también…, y esos objetos se rifan en la plaza.
Multitud de actos hay hasta el final de las fiestas, procesiones, teatros, corridas de toros, exposiciones, misas manchegas, suelta de vaquillas, la pólvora…

### Etnología

#### Labores en la Casa

##### Fabricación de jabón
Con aceites y cáustica. Este tipo de jabón aún se sigue utilizando, aunque ya solamente para lavar la ropa a mano, pero antiguamente se empleaba también para lavarse las manos ya que las dejaba muy limpias y desinfectadas.

##### Vareo de la lana
Los colchones rellenos de lana de oveja, periódicamente ésta se lavaba y limpiaba

##### Matanza del gorrino
La matanza es una tradición arraigada en muchos lugares de España, pero que poco a poco va languideciendo.

##### Monda del azafrán
La monda de la rosa del azafrán es una actividad típica de esta tierra, que se desarrolla tras su recolección en el mes de octubre. Debe realizarse diariamente ya que la flor perece rápidamente y se convierte, como popularmente se conoce en pepas. Mediante este proceso se abre la rosa y se extraen los pistilos, el clavo, cuidadosamente para su posterior deshidratación.
Según la tradición, la monda se realizaba en las casas donde se reunían las mondaoras alrededor de una mesa. Una vez acabada la jornada de trabajo se procedía a la partición del azafrán, en la que, generalmente, tres partes correspondían al dueño del azafranal y una para la mondaora.

#### Jalbiego
Un encalado, enjalbiego o jalbiego, es la aplicación de cal como acabado final de paredes y todo tipo de paramentos. Consta de una mezcla de cal y agua. Tradicionalmente se ha echado en un bidón con agua, la cal para su apagado, y de esa pasta fluida resultante se han practicado los encalados.

#### Apodos
Los juegos populares siguen siendo numerosos, imaginativos, a veces apropiados, pero sobre todo muy ocurrentes. Sin intención de ofender a nadie. Hablar de apodos es referirnos quizá a una costumbre. Prueba de ello es que casi todos hemos llegado a ser bautizados con un nombre especial, que o nos hizo llorar en algunos casos, o nos llenó de orgullo en otros.
Y es que en Madridejos nadie se salva.

#### Juegos
Seguimos buscando en nuestra memoria más juegos que por desgracia han desaparecido o están desapareciendo en esta población de Madridejos.

## Ciudades hermanadas
- Nérac (Francia).[20]